# 瑞浪市デマンド交通
瑞浪市デマンド交通（みずなみしデマンドこうつう）は、岐阜県瑞浪市で運行しているデマンド型交通の乗合タクシー。
愛称はいこCar（読み方は「いこか～」）。平和コーポレーションが委託運行している。

## 概要
- 2016年（平成28年）10月運行開始[1][2]。公募により2017年（平成29年）10月に愛称がいこCarとなる[1][3]。
- 瑞浪市コミュニティバスが運行していない昼間の時間帯に運行する。
- 町内の指定停留所から指定停留所の乗降であり、市の中心部と日吉町、大湫町、明世町、釜戸町を結ぶ、3つのルート（日吉明世ルート、大湫日吉東部ルート、釜戸ルート）で運行されている。利用には事前登録が必要である。登録者は利用する日の前日までに予約し、利用日で指定した時間に予約した停留所で乗る。一部フリー乗降区間がある。
- 2018年（平成30年）1月から、登録者ではない観光客の利用も可能となる（利用には予約が必要）。通常ルートの便を使用し、乗降停留所は瑞浪駅、細久手宿大黒屋前（日吉明世ルート）、大湫宿（大湫日吉東部ルート）、市民公園前（日吉明世ルート）に限定される。

## ルート
日吉明世ルート
- 日吉町（北野・深沢・細久手・田高戸・平岩・白倉・南垣外・本郷・常柄）、明世町（月吉・山野内・戸狩）と市中心部を結ぶ。1日3往復運行。

大湫日吉東部ルート
- 大湫町、日吉町（宿洞・宿・半原）と市中心部を結ぶ。1日3往復運行。

釜戸ルート
- 釜戸町と市中心部を結ぶ。1日3往復運行。

## 利用案内
- 運行日：平日（月曜日から金曜日）※土・日・祝日および年末年始は運休
- 利用料金：1乗車500円（中学生以下は無料。身体障害者手帳、療育手帳、精神障害者保健福祉手帳の交付者は250円）

## 主な停留所
中心部
中心部には11か所設置されている。日吉明世ルート、大湫日吉東部ルート、釜戸ルートともに共通
- 瑞浪駅前
- 瑞浪市役所
- 東濃厚生病院前
- 総合文化センター
- 瑞浪市地域交流センター ときわ
- ハートピア前
- メイト
- バロー中央店
- ゲンキー瑞浪店前
- ピアゴ瑞浪店
- 平和本社営業所

日吉明世ルート
61箇所設置されている（中心部の11か所を除く）
- 北野神社前
- 弁天
- 瑞浪市衛生センター
- 深沢
- 細久手宿大黒屋前
- 平岩公民館
- 大山
- 日吉コミュニティセンター
- 本郷
- 月吉公民館
- 市民公園
- 瑞浪インター口
- 瑞浪郵便局前

大湫日吉東部ルート
23箇所設置されている（中心部の11か所を除く）
- 神田
- 大湫宿パターゴルフ場
- 大湫コミュニティセンター
- 大湫宿
- 足又公民館
- 宿
- 半原

釜戸ルート
43箇所設置されている（中心部の11か所を除く）
- 竜吟湖口
- 釜戸小学校前
- エスポラン
- 釜戸コミュニティセンター
- 釜戸駅前
- 釜戸温泉前
- 平山
- 川戸
- 屏風山駐車場
- 釜戸郵便局
- 竜吟の滝
- 宿公民館

## ムカオーCar
- 実証実験として観光客向けに2023年（令和5年）9月16日から11月19日の土・日曜日・祝日に運行されるデマンド交通。事前予約が必要。名称の「ムカオー」は、瑞浪（MIZUNAMI）釜戸（KAMADO）大湫（OHKUTE）細久手（HOSOKUTE）に因む。
- 停留所は平和本社営業所、瑞浪駅前、きなぁた瑞浪、釜戸駅前、竜吟の森（ドラゴン21）、大湫宿西駐車場、琵琶峠、北野神社前、弁天、細久手宿大黒屋前である。
- 1日2往復運行される。利用料金は1乗車500円（1日乗車券は800円）。